# Usine à gaz Hasanpaşa
 (février 2024).
L'Usine à gaz Hasanpaşa (en turc : Hasanpaşa Gazhanesi, également connue sous le nom de Kadıköy Gazhanesi ou Kurbağalıdere Gazhanesi), aujourd'hui connue sous le nom de Musée de l'Usine à Gaz (Müze Gazhane), était une usine à gaz produisant du gaz de houille à Istanbul. Construite en 1892, elle a été réaménagée en centre d'art, de culture et de technologie en 2021.

## Histoire

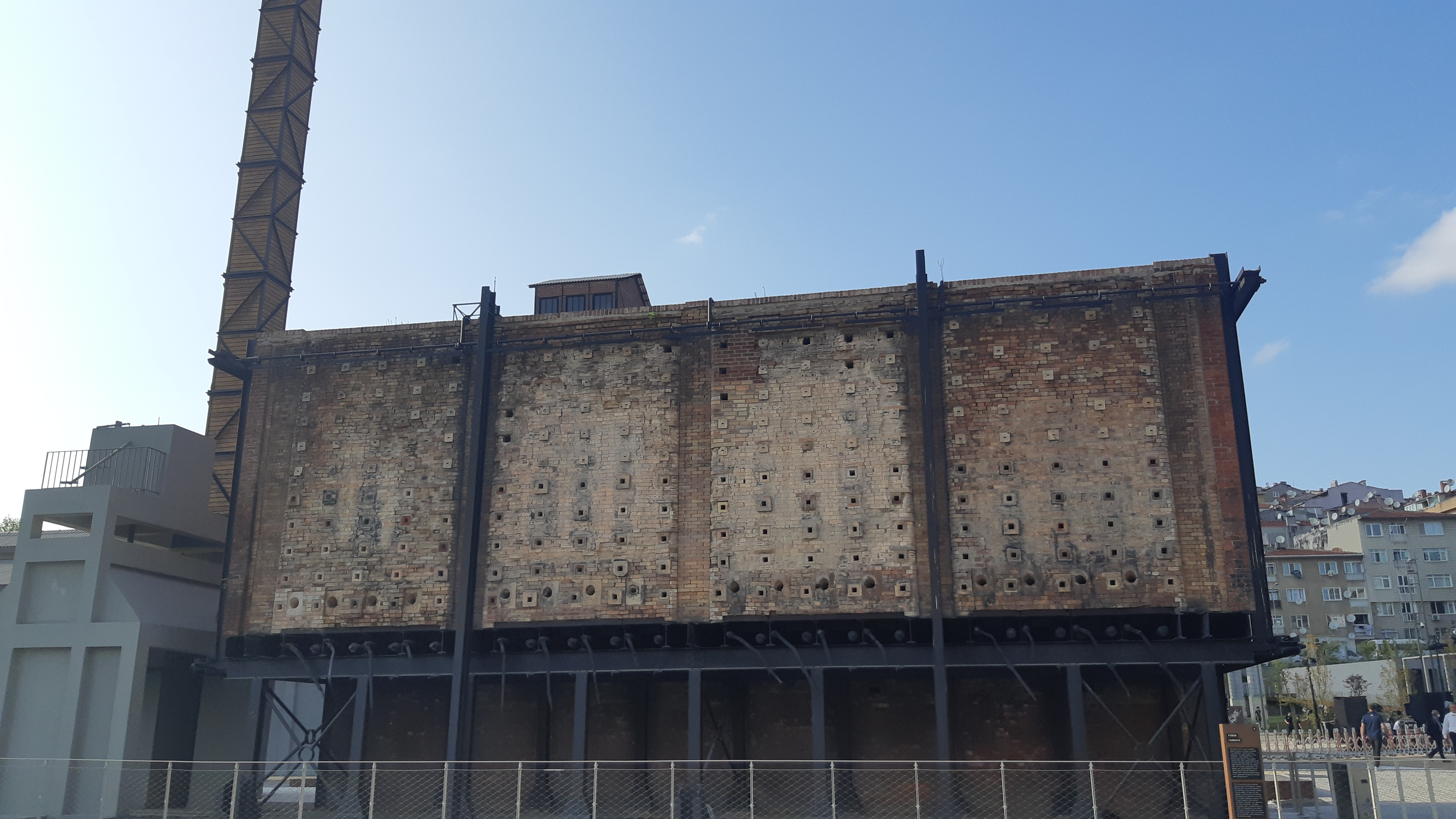
Four à coke industriel de l'usine à gaz Hasanpaşa (septembre 2021).

Elle est située dans le quartier Hasanpaşa du district de Kadıköy à Istanbul.
Elle a été construite en 1892 sous l'Empire ottoman pour répondre aux besoins en gaz de houille et en électricité de la partie asiatique d'Istanbul. A cette époque, c'était l'une des quatre usines à gaz d'Istanbul, les autres se trouvaient à Dolmabahçe, Yedikule et Kuzguncuk. L'éclairage de la partie asiatique d'Istanbul se faisait depuis les années 1860 au gaz fourni par l'usine à gaz de Kuzguncuk. Celle-ci devenant insuffisante, la construction d'une nouvelle usine à gaz fut projetée. Le 28 juillet 1891, une concession de 50 ans fut accordée à la société ottomane « Éclairage au gaz et à l'électricité » pour desservir les districts de Kadıköy, Üsküdar et la partie asiatique en éclairage et en chauffage au gaz de houille,. L'architecte-entrepreneur Guglielmo Semprini commença la construction de l'usine le 1er août 1891, celle-ci entrant en service en 1892. Située à proximité du ruisseau Kurbağalıdere à Kadıköy, le charbon était acheminé par le ruisseau, transporté par chemin de fer jusqu'à l'usine à gaz et transformé en gaz de houille. L'usine, nommée « Usine à gaz Kurbağalıdere » ou « Usine à gaz Kadıköy », a été appelée plus tard « Usine à gaz Hasanpaşa » en raison de son emplacement.
L'usine à gaz a fonctionné sans interruption jusqu'à la Première Guerre mondiale. Sa production de gaz s'est arrêtée de temps à autre pendant et après la guerre. En période de pénurie de charbon, elle faisait chauffer des noyaux d'olives pour éviter toute interruption de l'approvisionnement en gaz. En octobre 1924, un an après la fondation de la Turquie, le gouvernement turc prolongea la concession de la « Compagnie gazière d'Üsküdar-Kadıköy » pour 50 ans supplémentaires.
Entre 1938 et 1944, l'usine à gaz de Kadıköy a continué à exister de manière indépendante.
L'exploitation de l'usine a cessé le 13 juin 1993 en raison de la diminution de la demande de gaz après l'entrée en service du gaz naturel.

## Projet de réaménagement
Après la fermeture de l'usine à gaz, son terrain a été utilisé comme entrepôt, garage, chantier de démolition, décharge et stockage de charbon. En 1994, il a été décidé de démanteler les parties restantes de la structure. La démolition a été empêchée grâce à la résistance des habitants et au soutien des organisations non gouvernementales. L'usine à gaz a été déclarée zone protégée,.
L'organisation à but non lucratif « Gazhane Çevre Gönüllüleri » (« Volontaires environnementaux des usines à gaz ») a commencé à s'organiser en 1996 et s'est transformée en coopérative en 1998. Les bénévoles ont demandé à transformer l'usine à gaz en centre culturel. Huit festivals ont eu lieu sur le site jusqu'en 2009. Les festivals gratuits comprenaient des expositions, des concerts de musique, des spectacles de danse et de théâtre,.
Un projet de restauration a été préparé par l'Université technique d'Istanbul entre 1998 et 2001. Après l'approbation du projet par le Conseil de conservation en 2014, la municipalité métropolitaine d'Istanbul a lancé un appel d'offres le 8 janvier de la même année.
Les travaux de rénovation ont débuté le 7 mars 2014 et se sont achevés en 2021 avec deux ans de retard.

## Musée de l'usine à gaz
Le bâtiment a été inauguré en tant que nouveau centre culturel et artistique d'Istanbul le 9 juillet 2021, sous le nom de « Müze Gazhane » (« Musée à gaz »). Il s'agit d'un musée des sciences et technologies avec une section d'exposition de dessins animés. Le musée couvre une superficie de 30,000 m². Il se compose d'une bibliothèque d'environ 10 000 livres, de deux salles de théâtre, l'une de 300 places et l'autre de 130 places, d'une cafétéria, d'un restaurant et d'espaces sociaux,.

## Voir également
- Usine à gaz de Kuzguncuk (1865-1992), une usine à gaz historique située dans la partie asiatique du district d'Üsküdar à Istanbul.
- Usine à gaz Yedikule (1887-1993), une usine à gaz historique de la partie européenne dans le district de Fatih à Istanbul.

## Galerie

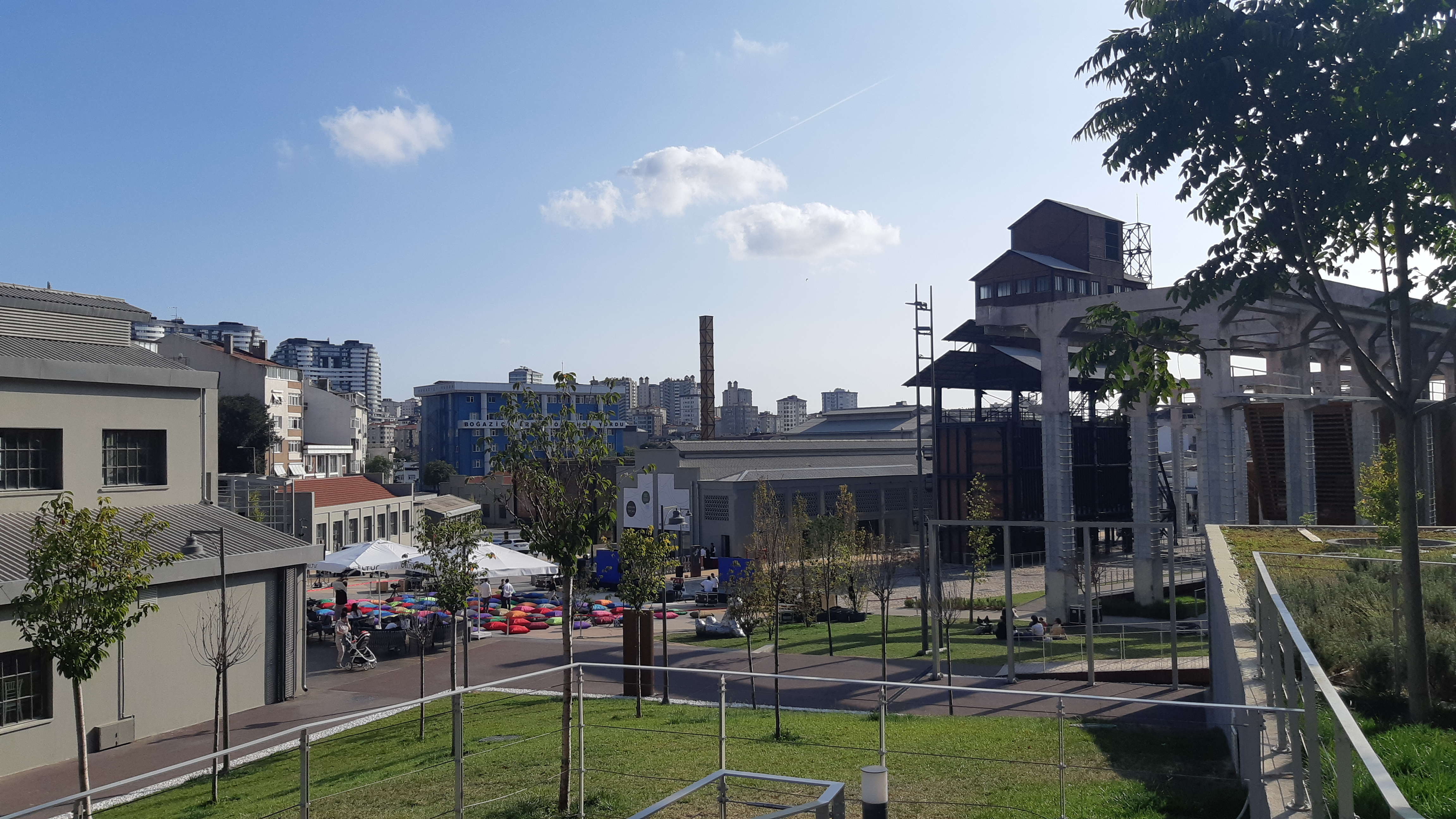
Site de l'usine de gaz
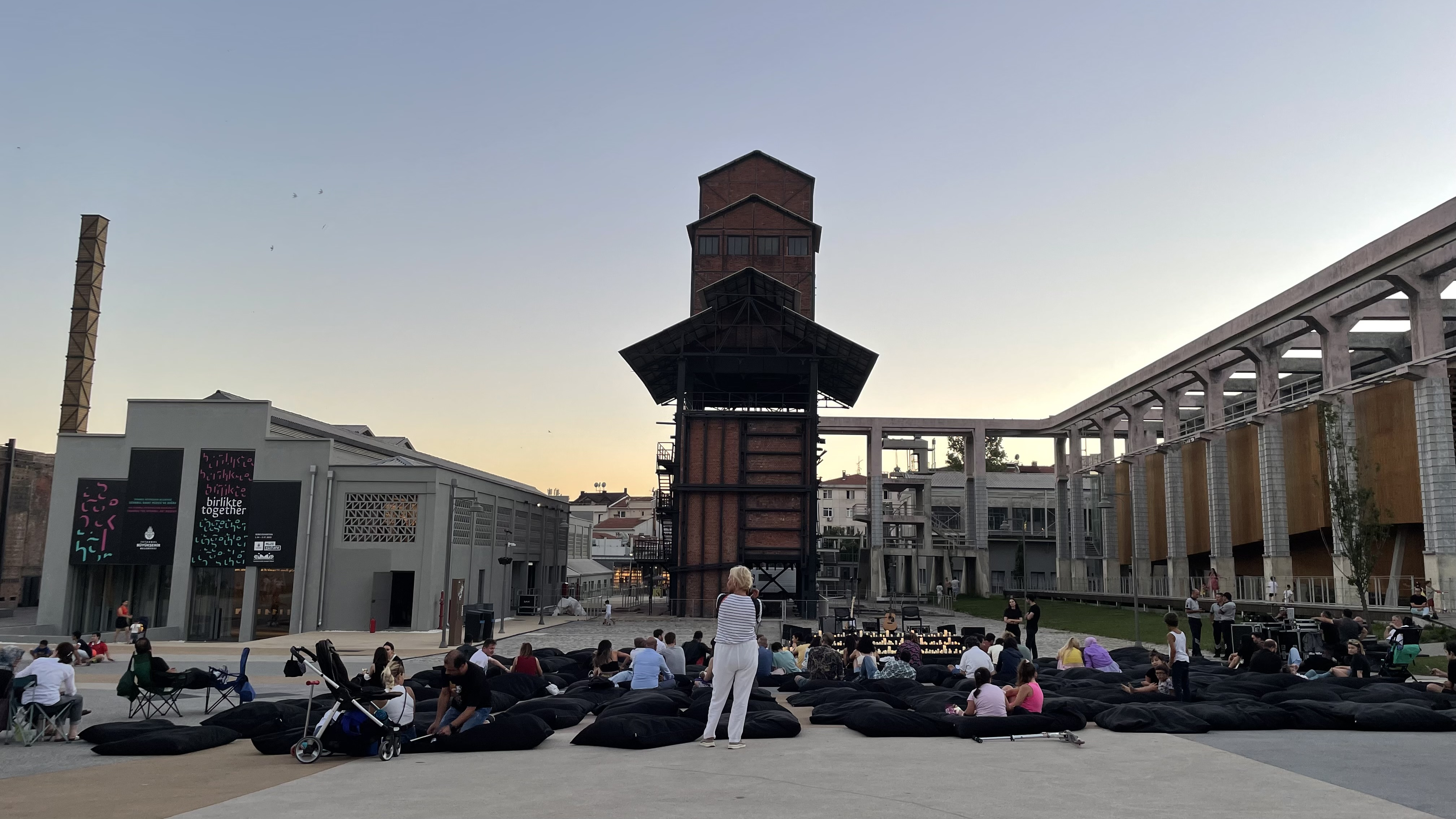
Concert en plein air dans le complexe
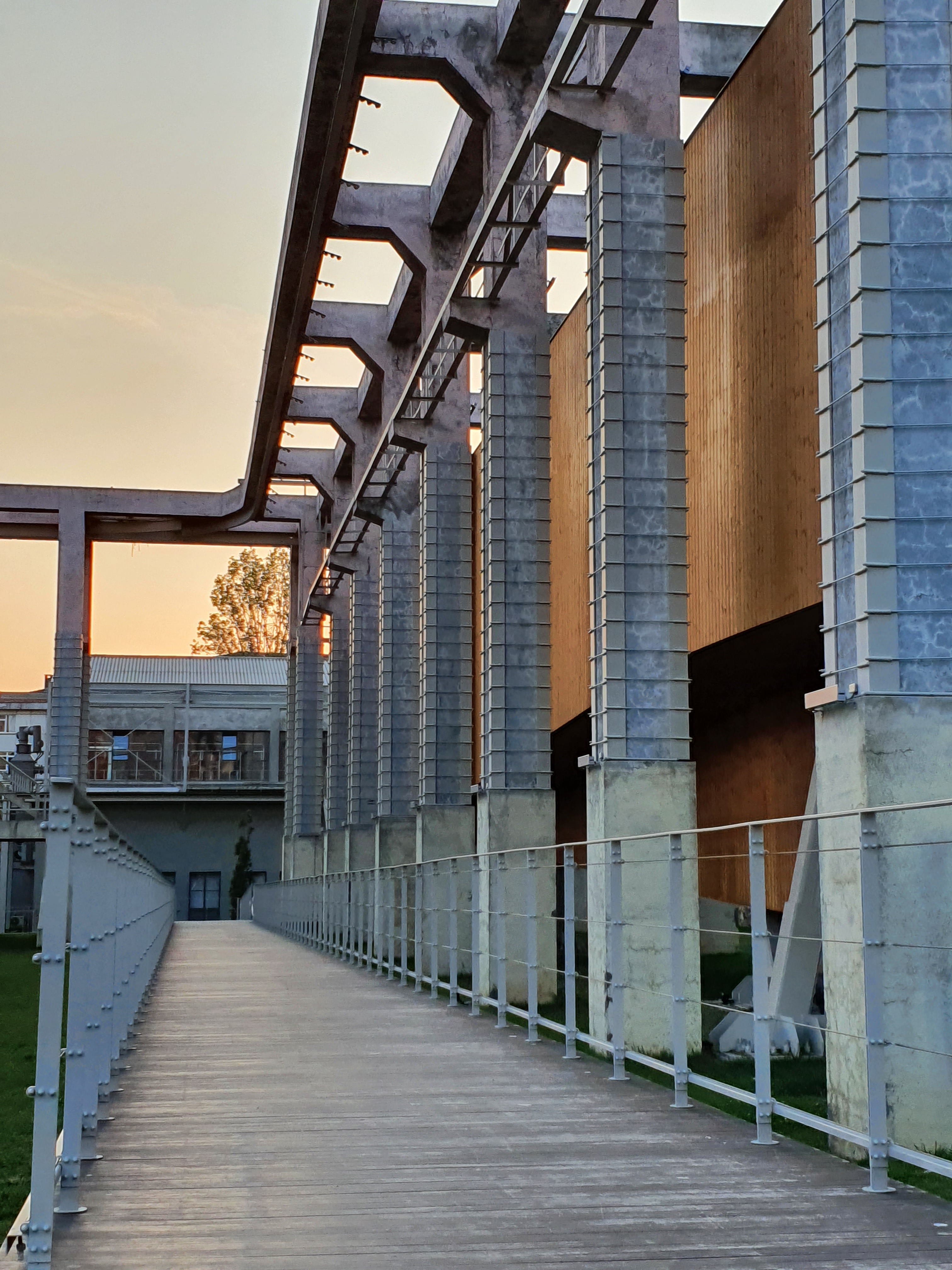
Site industriel
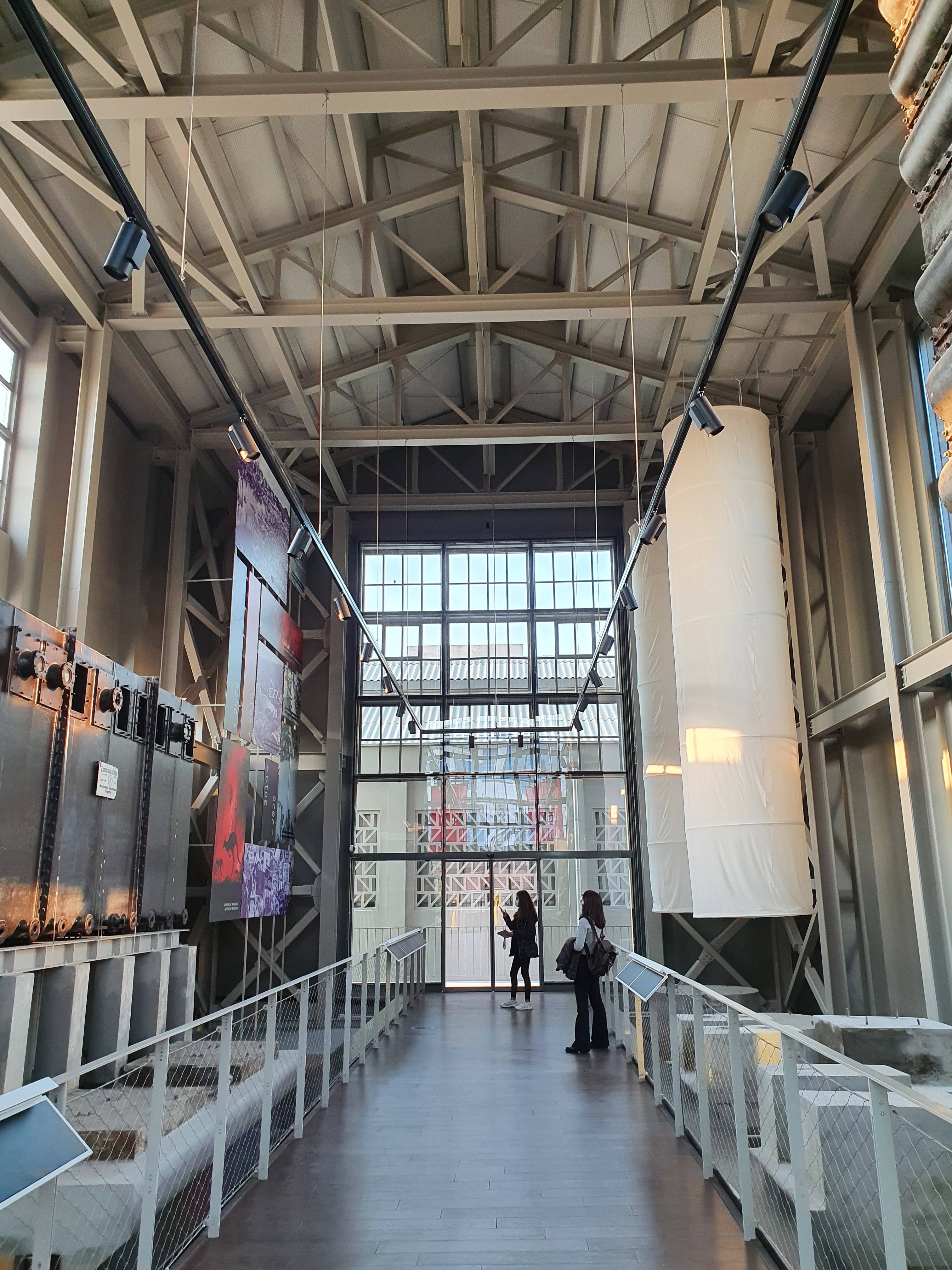
Vue de l'intérieur du musée.
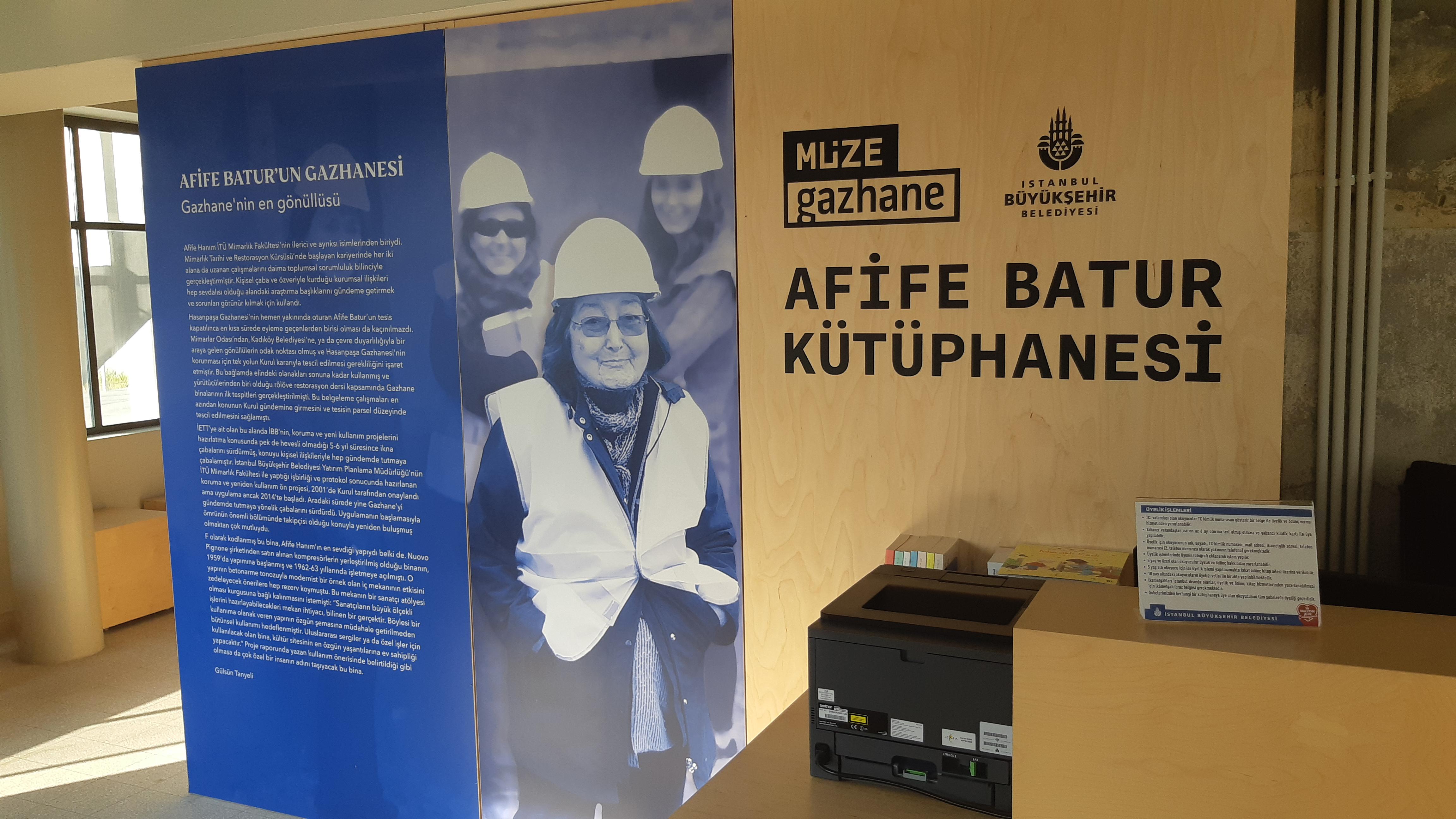
Bibliothèque Afife Batur dans le musée.